# Cmentarz prawosławny w Mirczu
Cmentarz prawosławny w Mirczu – nekropolia prawosławna w Mirczu, utworzona po 1875 na potrzeby miejscowej parafii, użytkowana do 1915.

## Historia i opis
Cmentarz został urządzony po 1875, tj. likwidacji unickiej diecezji chełmskiej i odgórnym przemianowaniu cerkwi unickiej w Mirczu na prawosławną. Do 1902 parafia w Mirczu nadal korzystała z cmentarza pounickiego (obecnie cmentarz rzymskokatolicki). Niezależnie od tego na potrzeby prawosławnych wytyczony jeszcze jeden, mniejszy cmentarz przy drodze z Dołhobyczowa do Hrubieszowa. Był on użytkowany do ustania działalności parafii prawosławnej w 1915. W 1919 cerkiew w Mirczu została zrewindykowana na rzecz Kościoła rzymskokatolickiego i ponownie poświęcona jako kościół parafialny.
Na początku lat 90. XX wieku na cmentarzu znajdowało się ok. sześciu zniszczonych nagrobków lub ich fragmentów, najstarszy datowany na r. 1898, zaś najmłodszy z r. 1906. Wszystkie nagrobki miały postać żeliwnych lub kamiennych krzyży.